# Dunai zárólánc

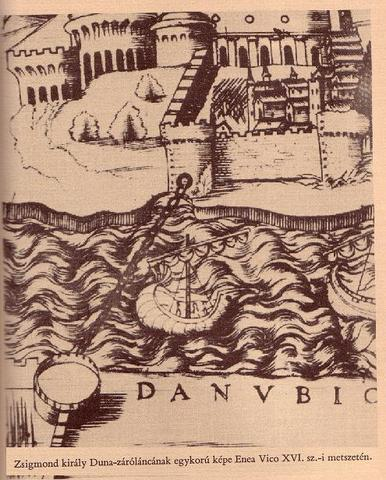
Buda ostroma 1542-ben, a képen jól látható a zárólánc a budai vár Duna-parti körbástyája és a pesti Rondella között

A dunai zárólánc egy folyami zárólánc, melyről, mint megvalósíthatatlan gondolatról 1433-ban tett először említést Bertrandon de la Broquière, a burgundiai herceg Magyarországon átutazó főlovászmestere. Zsigmond király terve azonban mégis megvalósult, hatalmas szemekből készítették el. Pontonokon nyugodott a budai vár délebbi oldalának parti körbástyája és a pesti Rondella között.
A záróláncot 1529-ben felszedték, és Bécsbe vitték, hogy az ott felvonuló Szulejmán szultán elől elzárhassák a Dunát. Ekkor a saját súlya alatt elszakadt, kiemelés után a bécsi hadiszertárban helyezték el. Amikor Napóleon császár megtámadta Bécset, újra használatba vették, de ismét elszakadt. Ekkor Napóleon utasítására a párizsi Musée de l’Artillerie-ben (a tüzérség múzeumában) helyezték el.
A Bécsbe vitt zárólánc helyett Szapolyai János újat készíttetett, ami még 1664-ben is megvolt, erre utal a török kori Budán áthaladó Christian Wallsdorf naplója. A dunai zárólánc néhány elemét ma a Hadtörténeti Múzeum és a Magyar Nemzeti Múzeum őrzi.

## Ajánlott irodalom
- Gál Ferenc 1967: A királyi vár Duna-partja a rómaiaktól Ferenc Józsefig. In: Élet és Tudomány Kalendáriuma
- Zolnay László: Ünnep és hétköznap a középkori Budán. Budapest, 1969
- Molnár József 1970: A budai hajóhíd a XVI. és XVII. században. Műemlékvédelem 14/1, 41
- Zolnay László 1977: Amikor megláncolták a Dunát. Budapest 15/11, 39-41